# Serena Vitale
Serena Vitale (Brindisi, 10 luglio 1945) è una slavista, scrittrice e traduttrice italiana.

## Biografia
Pugliese d'origine, si è trasferita nel 1958 a Roma con la madre e uno dei fratelli.
È stata sposata con il poeta Giovanni Raboni. Dal 2003 è moglie del pittore praghese Vladimír Novák.
Professoressa di Lingua e letteratura russa, ha insegnato in vari atenei italiani (tra cui l’Istituto Orientale di Napoli e l'Università Cattolica del Sacro Cuore di Milano) dal 1971 al 2015. È socio corrispondente dell’Accademia dei Lincei, vive nel capoluogo lombardo.

### Carriera letteraria
Autrice dai primi anni settanta di saggi, curatele e traduzioni, si è misurata con autori russi e cechi quali Josif Aleksandrovič Brodskij, Aleksandr Sergeevič Puškin, Vladimir Nabokov, Marina Ivanovna Cvetaeva, Sergej Esenin, Michail Bulgakov, Sergei Timofeevič Aksakov, Vladimir Majakovskij. Ha tradotto anche Bella Achmadulina, Ladislav Fuks, Ludvík Vaculík, Milan Kundera, Osip Mandel'štam, Vladimir Zazubrin, Vasilij Makarovič Šukšin, Andrej Platonov e Fëdor Dostoevskij. 
Nel 1979 pubblica Testimone di un'epoca: conversazioni con Viktor Sklovskij.
Nel 1995 scrive per Adelphi Il bottone di Puškin, che ottiene successo internazionale e viene tradotto in sei lingue. Nel 2000 con Arnoldo Mondadori Editore pubblica la raccolta di racconti La casa di ghiaccio. Venti piccole storie russe, che si aggiudica il Premio Bagutta ed il Premio Chiara. Nel 2006 ancora con Arnoldo Mondadori Editore pubblica il giallo storico L'imbroglio del turbante. Sempre per la medesima casa editrice, nel 2010, esce A Mosca, a Mosca!.

## Opere

### Narrativa
- Il bottone di Puškin, Adelphi, Milano 1995 ISBN 88-459-1121-7
- La casa di ghiaccio. Venti piccole storie russe, Mondadori, Milano 2000 ISBN 88-04-47487-4
- L'imbroglio del turbante, Mondadori, Milano 2006 ISBN 88-04-51219-9
- Gatti in crisi d'identita: tre racconti, due gatti e novanta cartigli, con illustrazioni di Vladimir Novak, Salani, 2008 ISBN 978-88-8451-910-8
- Sinan Pascià e Jem Sultano, Archinto, Milano 2009
- A Mosca, a Mosca!, Mondadori, Milano 2010 ISBN 978-88-04-58420-9
- Il defunto odiava i pettegolezzi, Adelphi, Milano, 2015 ISBN 978-88-459-2991-5

### Saggistica
- La rivoluzione e l'albero della vita per una lettura mitologica dei "poemi rivoluzionari" di Esenin, Guanda, Milano 1979
- Viktor Šklovskij, Testimone di un'epoca. Conversazioni con Serena Vitale, Editori riuniti, Roma 1979

### Curatele
- Osip Ėmil'evič Mandel'štam, Poesie, a cura di Serena Vitale, Garzanti, Milano 1972
- Vladimir Vladimirovič Majakovskij, Poesie, a cura di Serena Vitale, Garzanti, Milano 1972
- Osip Mandel'štam, Poesie: 1921-1925, a cura di Serena Vitale, Guanda, Parma : 1976
- Sergej Aleksandrovič Esenin, Poesie a cura di Serena Vitale; traduzione di Franco Matacotta, Guanda, Milano 1977
- Per conoscere l'avanguardia russa, A. Mondadori, Milano 1979
- Marina Ivanovna Cvetaeva,
  - Indizi terrestri, a cura di Serena Vitale, traduzione di Luciana Montagnani, Guanda, Milano 1980
  - Sonečka, a cura di Serena Vitale ; traduzione di Luciana Montagnani, Adelphi, Milano 2019
- Pëtr Andreevič Vjazemskij, Briciole della vita, a cura di Serena Vitale, Adelphi, Milano 2022

### Traduzioni
- Josef Topol, Un'ora d'amore, (pubblicazione su rivista)
- Ventuno agosto millenovecentosessantanove Praga non tace, antologia della protesta cecoslovacca, poesie, canzoni, cabaret, a cura di Milena Novakova, prefazione di Giancarlo Vigorelli, Guanda, Parma 1969.
- Ladislav Fuks, Una buffa triste vecchina, Garzanti, Milano, 1972.
- Ludvík Vaculík, Le cavie, Garzanti, Milano, 1974.
- Milan Kundera
  - Amori ridicoli: racconti, A. Mondadori, Milano, 1973.
  - La vita è altrove, Mondadori, Milano, 1976.
  - Il valzer degli addii, Bompiani, Milano, 1977.
  - Il libro del riso e dell'oblio, Bompiani, Milano, 1980.
- Il settimo sogno - lettere 1926, Marina Cvetaeva, Boris Pasternak, Rainer Maria Rilke, a cura di Konstantin Azadovskij, Elena e Evgenij Pasternak, edizione italiana a cura di Serena Vitale, Editori Riuniti, Roma, 1980.
- M. Ageev, Romanzo con cocaina, A. Mondadori, Milano, 1984.
- Bella Achmadulina
  - Tenerezza e altri addii,introduzione e traduzione di Serena Vitale, Guanda, Parma, 1971.
  - Lo giuro, antologia poetica, con due scritti di Sebastiano Grasso e Giovanni Perrino, Interlinea edizioni, Novara, 2008.
- Sergei Timofeevič Aksakov, Cronaca di famiglia, Adelphi, Milano, 1994.
- Andrej Belyj,  Kotik Letaev, Franco Maria Ricci, Parma, 1973.
- Josif Aleksandrovič Brodskij
  - Quattro poesie per Natale, Adelphi, Milano, 1994.
  - Poesie italiane, Adelphi, Milano, 1996.
- Michail Bulgakov
  - Cuore di cane, La guardia bianca, Il maestro e Margherita, Memorie di un defunto, Memorie di un giovane medico, Le uova fatali, in Romanzi e racconti, a cura di Marietta Čudakova, progetto editoriale di Serena Vitale, Collana I Meridiani, Milano, Mondadori, 2000.
- Marina Ivanovna Cvetaeva
  - Lettera all'Amazzone, Guanda, Milano, 1981.
  - Le notti fiorentine. Lettera all'amazzone, A. Mondadori, Milano, 1983.
  - Il poeta e il tempo Adelphi, Milano, 1984.
  - Dopo la Russia e altri versi, A. Mondadori, Milano, 1988.
  - Il paese dell'anima, Lettere 1909-1925, Adelphi, Milano, 1988.
  - Deserti luoghi, lettere 1925-1941, Milano, Adelphi, 1989.
  - Phoenix, Archinto, Milano, 2001.
- Fëdor Michajlovič Dostoevskij
  - Il grande inquisitore, Salani, Milano, 2010.
  - La mite. Racconto fantastico, Adelphi, Milano, 2018.
  - Il coccodrillo, Milano, Adelphi, 2022.
- Sergej Esenin, Poemi rivoluzionari, Guanda, Parma, 1982.
- Nadežda Mandel'štam, Le mie memorie, con poesie e altri scritti di Osip Mandelʹštam, Garzanti, Milano, 1972.
- Osip Ėmil'evič Mandel'štam
  - Viaggio in Armenia, Adelphi, Milano, 1988.
  - Quasi leggera morte, ottave, Adelphi, Milano, 2017.
  - Conversazione su Dante, Milano, Adelphi, 2021.
- Vladimir Vladimirovič Nabokov
  - Il dono, Adelphi, Milano, 1991.
  - La veneziana e altri racconti, Adelphi, Milano, 1992.
- Andrej Platonovič Platonov, Mosca felice, Adelphi, Milano, 1996.
- Aleksandr Sergeevič Puškin, Piccole tragedie, Rizzoli, Milano, 1987.
- Evgenij Rejn, Lettera in Kamcatka a un vecchio amico, disegni inediti di Michail Larionov, edizione fuori commercio di Vanni Scheiwiller, Milano, 1988.
- Vasilij Makarovič Šukšin, Il viburno rosso, Editori Riuniti, Roma, 1978.
- Pëtr Andreevič Vjazemskij, Briciole della vita, Milano, Adelphi, 2022.
- Vladimir Zazubrin, La scheggia, Adelphi, Milano, 1990.

## Riconoscimenti
Per l'opera di traduttrice ha ricevuto:
- 1985  - premio Mondello,[1];
- 1989  - premio Città di Monselice[2];
- 2000 - premio della Presidenza del Consiglio;[3]
- 2005 – Premio Grinzane Cavour[4];
- 2011 - Premio Tarquinia-Cardarelli[5]
- 2015 - Premio Napoli[6]

Premi per l'opera narrativa:
- 1995 - Premio Letterario Basilicata[7] per Il bottone di Puškin;
- 1995 - Premio Viareggio Rèpaci[8] per Il bottone di Puškin;
- 1995 - Premio Comisso per la Biografia (Il bottone di Puškin);[9]
- 1996: Premio letterario nazionale per la donna scrittrice, Premio giuria per Il bottone di Puškin[10]
- 2000 - Premio Brancati[11] per La casa di ghiaccio. Venti piccole storie russe;
- 2000 - Premio Chiara[12], per La casa di ghiaccio. Venti piccole storie russe;
- 2000 - Premio Bagutta[13], per La casa di ghiaccio. Venti piccole storie russe;
- 2008 - Premio Grinzane Cavour per la narrativa italiana[14] per L'imbroglio del turbante;